# 196
Glej tudi: število 196
196 (CXCVI) je bilo prestopno leto, ki se je po julijanskem koledarju začelo na četrtek.

## Dogodki
- 1. januar